# Stelian Popescu (ziarist)

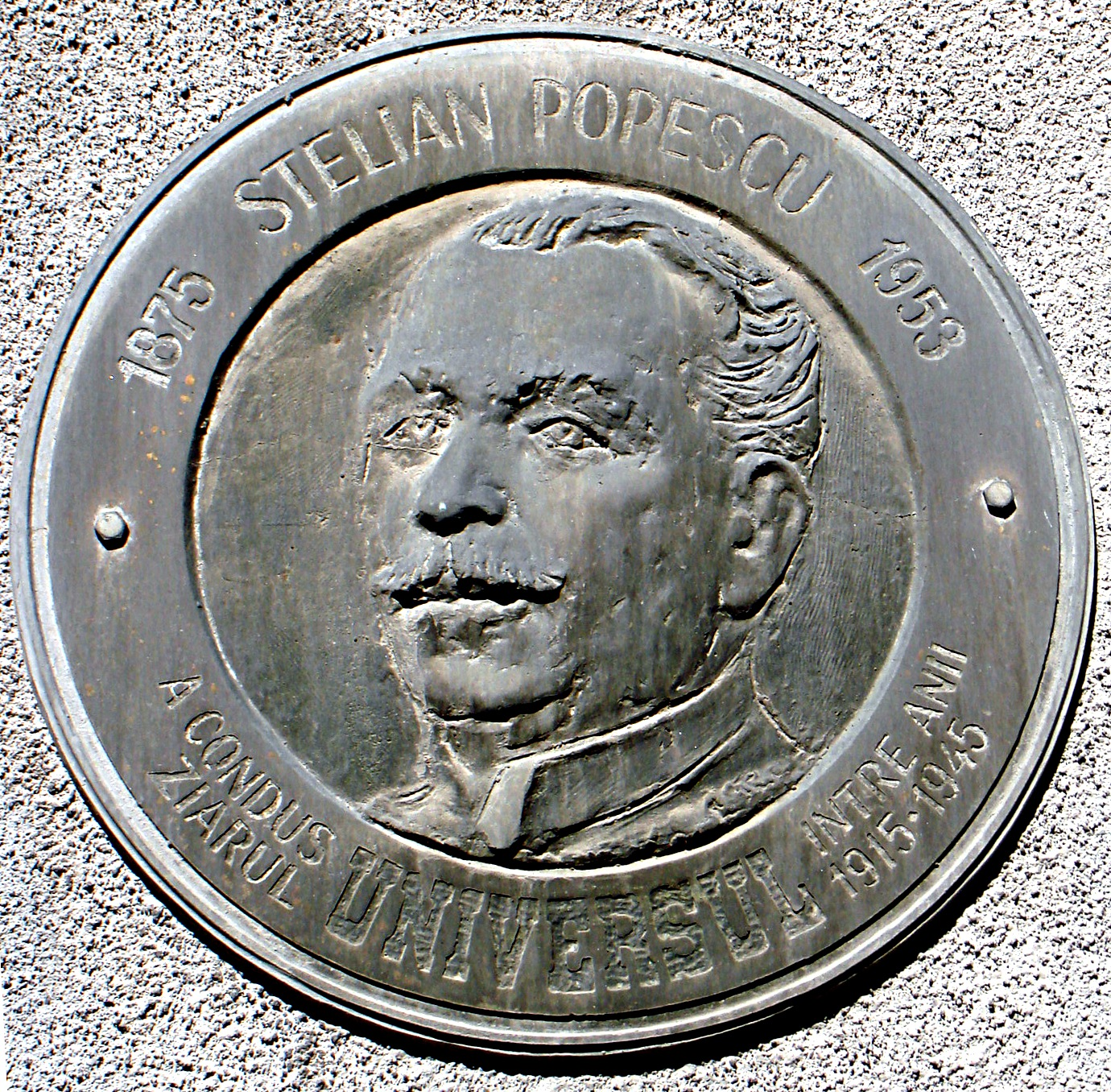
Medalion de pe faţada Palatului Universul, reprezentând chipul ziaristului Stelian Popescu

Stelian Popescu (n. 18 februarie 1875, Lacu Turcului, județul Prahova - d. 1953, Spania) a fost un jurist, om politic și ziarist român.
A fost deputat în mai multe rânduri. A fost Ministru de Justiție în Guvernul Take Ionescu (17 decembrie 1921 - 19 ianuarie 1922), Guvernul Barbu Știrbey (4 - 20 iunie 1927), Guvernul Ion I.C. Brătianu (7) (22 iunie - 24 noiembrie 1927) și Guvernul Vintilă I.C. Brătianu (24 noiembrie 1927 - 9 noiembrie 1928).
A condus ziarul Universul între anii 1915-1945, transformându-l într-unul dintre cele mai citite ziare din perioada interbelică. Fiind un ziarist de dreapta, a imprimat această conduită și ziarului, ceea ce i-a atras numeroase adversități, mai ales din partea ziarelor social-democrate sau socialiste, de tipul ziarului Adevărul. A criticat guvernările din epocă, a intrat în conflict cu regele Carol al II-lea al României, iar la începutul anilor ‘40 l-a susținut necondiționat pe mareșalul Ion Antonescu.
Din inițiativa sa, între 1926 și 1930 a fost construit Palatul Universul, sediul redacției și tipografiei ziarului Universul.
În 1933, în România a fost înființată „Liga antirevizionistă”, condusă de Stelian Popescu, naționalist cu audiență în România, care combătea pretențiile Ungariei asupra Transilvaniei, în scris și în manifestări publice. Activitatea Ligii antirevizioniste lui Carol al II-lea, care a interzis-o pe 7 martie 1939.
În 1944 Stelian Popescu s-a refugiat în Elveția, conducerea ziarului rămânând în mâinile unuia dintre ginerii săi, Ion Lugoșianu.
După al Doilea Război Mondial, în România, a fost judecat și condamnat în contumacie la detenție grea pe viață.
Fusese inclus în „lotul celor 14 ziariști”, alături, printre alții, de Pamfil Șeicaru, Nichifor Crainic și Radu Gyr. Toți erau acuzați că „prin articolele de ziare, broșuri sau conferințe, s-au pus în slujba propagandei fasciste sau hitleriste sau au contribuit prin acțiunea lor la susținerea unui regim odios și a unei politici externe nefaste, politică ce trebuia să aibă drept consecințe antrenarea României într-o aventură dezastruoasă și prăbușirea politică și militară a țării”.
Înainte de război, influența sa ajunsese atât de mare încât comuna sa natală a fost redenumită la un moment dat ”Stelian Popescu”, de către guvernul liberal. Referitor la această denumire, Marta Breabăn scria următoarele în jurnalul său: „Se numea Stelian Popescu fiindcă directorul ziarului Universul de pe atunci era născut în această comună, tatăl lui fiind preot aici. În satul lui natal, Stelian Popescu a făcut biserică, școală, primărie și dispensar. Biserica a fost pictată de pictorul Norocea după modelul Curții de Argeș.”
Stelian Popescu a avut o casă în București, pe strada Dionisie Lupu (astăzi Tudor Arghezi) nr.10 bis, ridicată în 1911 după planurile arhitectului Paul Smărăndescu.
Stelian Popescu a avut și la Balcic o vilă, construită în 1936 de arhitecta Henrieta Delavrancea – Gibory. Vila a fost demolată în 2009, deoarece se înclinase datorită tasării terenului, iar pe acel teren a fost ridicat un hotel.
În 1933 Eustațiu Stoenescu a pictat portretul lui Stelian Popescu.
Casa de Cultură a Studenților din București, de pe Calea Plevnei, a fost ridicată prin subscripție publică de Stelian Popescu, care a donat-o Universității, în ziua de 18 noiembrie 1937, cu destinația pe care o are și în prezent.